# ビウィッチ
ビウィッチ (Bewitch) はアメリカ合衆国の競走馬。馬名は「魔法をかける、魅惑する」の意。「20世紀のアメリカ名馬100選」では89位に選ばれている。

## 戦績
ビウィッチは1945年にカルメットファームで生まれた。この年の同牧場の生産馬にはほかにサイテーション、コールタウンがおり、3頭全てが殿堂入りするという当たり年であった。
2歳4月にキーンランドでのデビュー戦を楽勝すると、2戦目では出遅れと直線での不利を克服して優勝。続くデビュータントステークスを8馬身差で圧勝し、ステークスウイナーの仲間入りを果たすと、ハイドパークステークス、ポリアンナステークス、アーリントンラッシーステークス、プリンセスパットステークスと怒涛の7連勝でワシントンフューチュリティーに臨んだ。ここで同厩のサイテーションとの対戦となり、結果は勢いに勝るビウィッチが1馬身差で勝利。サイテーションにとっては2歳時唯一の黒星となった。
続くメイトロンステークスでは1着入線も、進路妨害により最下位降着となってしまい、連勝は8でストップしてしまう。2歳最終戦となったフューチュリティステークスはサイテーションに雪辱を許し3着に敗れるが、この年の最優秀2歳牝馬に選出された。
3歳時はアッシュランドステークスに勝利した後、ソエで休養を余儀なくされるが、復帰後はモデスティーステークス、クレオパトラステークスと連勝し、シーズン最終戦となったアートフルハンデキャップにも優勝した。
4歳時は勝ちきれないレースを続けていたが、シーズン後半から力を出し始め、ミスティーアイルハンデキャップを勝つと、ビヴァリーハンデキャップでは当時のマイルの牝馬世界レコードで優勝。この後ベルデイムハンデキャップとレディースハンデキャップでは2着に敗れたものの、シーズン最終戦のヴァインランドハンデキャップを勝ち、この年の最優秀古牝馬に選ばれた。
5歳時は、ブラックヘレンハンデキャップに勝利。ビウィッチにとって最も長い距離の勝利となったが、全体的に精彩を欠いていた。同じ頃、ビウィッチの生産者であったウォーレン・ライトの訃報が訪れた。ライトは生前に「ビウィッチを賞金女王にしたい」という意向を示していたため、その意に従いビウィッチは翌年も現役を続けることになった。
そして6歳のラストシーズン。ヴァニティーインビテーショナルハンデキャップなど2勝をあげたビウィッチは、ハリウッドゴールドカップでサイテーションの2着となり、遂に賞金女王の座についた。このレースで燃え尽きたのか、後は5戦して5着が最高着順で、ワシントンパークハンデキャップを最後に引退した。引退後は繁殖牝馬となるが、子出しが悪く産駒は2頭にとどまり、いずれも競走馬になる前に死んでいる。
1959年に死亡した。

## 評価

### 主な勝鞍
- 1947年（2歳） - ワシントンパークフューチュリティ、アーリントンワシントンラッシーステークス、ポリアンナステークス、プリンセスパットステークス、ハイドパークステークス、デビュータントステークス
- 1948年（3歳） - アッシュランドステークス、モデスティーステークス、クレオパトラステークス、アートフルハンデキャップ
- 1949年（4歳） - ミスティーアイルハンデキャップ、ビヴァリーハンデキャップ、ヴァインランドハンデキャップ
- 1950年（5歳） - ブラックヘレンハンデキャップ
- 1951年（6歳） - ヴァニティーインビテーショナルハンデキャップ

### 年度代表馬
- 1947年 - 全米最優秀2歳牝馬
- 1949年 - 全米最優秀古牝馬

### 表彰
- 1977年 - アメリカ競馬名誉の殿堂博物館に殿堂馬として選定される。
- 1999年 - ブラッド・ホース誌の選ぶ20世紀のアメリカ名馬100選において第89位に選出される。

## 血統表
| ビウィッチ (Bewitch)の血統（テディ系 / Peter Pan 母内4x4=12.50%） | ビウィッチ (Bewitch)の血統（テディ系 / Peter Pan 母内4x4=12.50%） | ビウィッチ (Bewitch)の血統（テディ系 / Peter Pan 母内4x4=12.50%） | （血統表の出典）    | （血統表の出典） |
| 父 Bull Lea 1935 青鹿毛 アメリカ                                  | 父の父Bull Dog 1927 青鹿毛 フランス                               | Teddy                                                             | Ajax                | Ajax             |
| 父 Bull Lea 1935 青鹿毛 アメリカ                                  | 父の父Bull Dog 1927 青鹿毛 フランス                               | Teddy                                                             | Rondeau             |                  |
| 父 Bull Lea 1935 青鹿毛 アメリカ                                  | 父の父Bull Dog 1927 青鹿毛 フランス                               | Plucky Liege                                                      | Spearmint           | Spearmint        |
| 父 Bull Lea 1935 青鹿毛 アメリカ                                  | 父の父Bull Dog 1927 青鹿毛 フランス                               | Plucky Liege                                                      | Concertina          |                  |
| 父 Bull Lea 1935 青鹿毛 アメリカ                                  | 父の母Rose Leaves 1916 黒鹿毛 アメリカ                            | Ballot                                                            | Voter               | Voter            |
| 父 Bull Lea 1935 青鹿毛 アメリカ                                  | 父の母Rose Leaves 1916 黒鹿毛 アメリカ                            | Ballot                                                            | Cerito              |                  |
| 父 Bull Lea 1935 青鹿毛 アメリカ                                  | 父の母Rose Leaves 1916 黒鹿毛 アメリカ                            | Colonial                                                          | Trenton             | Trenton          |
| 父 Bull Lea 1935 青鹿毛 アメリカ                                  | 父の母Rose Leaves 1916 黒鹿毛 アメリカ                            | Colonial                                                          | Thankful Blossom    |                  |
| 母 Potheen 1928 青鹿毛 アメリカ                                   | 母の父Wirdair 1917 鹿毛 アメリカ                                  | Broomstick                                                        | Ben Brush           | Ben Brush        |
| 母 Potheen 1928 青鹿毛 アメリカ                                   | 母の父Wirdair 1917 鹿毛 アメリカ                                  | Broomstick                                                        | Elf                 |                  |
| 母 Potheen 1928 青鹿毛 アメリカ                                   | 母の父Wirdair 1917 鹿毛 アメリカ                                  | Verdure                                                           | Peter Pan           | Peter Pan        |
| 母 Potheen 1928 青鹿毛 アメリカ                                   | 母の父Wirdair 1917 鹿毛 アメリカ                                  | Verdure                                                           | Pastorella          |                  |
| 母 Potheen 1928 青鹿毛 アメリカ                                   | 母の母Rosie Ogrady 1915 青鹿毛 アメリカ                           | Hamburg                                                           | Hanover             | Hanover          |
| 母 Potheen 1928 青鹿毛 アメリカ                                   | 母の母Rosie Ogrady 1915 青鹿毛 アメリカ                           | Hamburg                                                           | Lady Reel           |                  |
| 母 Potheen 1928 青鹿毛 アメリカ                                   | 母の母Rosie Ogrady 1915 青鹿毛 アメリカ                           | Cherokee Rose                                                     | Peter Pan           | Peter Pan        |
| 母 Potheen 1928 青鹿毛 アメリカ                                   | 母の母Rosie Ogrady 1915 青鹿毛 アメリカ                           | Cherokee Rose                                                     | Royal Rose F-No.8-c |                  |